# VK Jug Dubrovnik
A VK Jug Dubrovnik az egyik legsikeresebb horvát vízilabdaklub, melynek székhelye Dubrovnikban található. A horvát bajnokság első osztályában szerepel. 
A klubot 1923-ban alapították, színei a fehér, kér és piros. 
A jugoszláv bajnokságot 21, a horvát bajnokságot 10, a jugoszláv kupát 2, a horvát kupát 10, a Bajnokok Ligáját 4 (1980, 2001, 2006, 2016), a LEN-kupát és a LEN-szuperkupát pedig 1–1 alkalommal (2000, 2006) nyerte meg.

## Sikerei

### Hazai
- Jugoszláv bajnokság: 
  - Bajnok (21 alkalommal): 1925, 1926, 1927, 1928, 1929, 1930, 1931, 1932, 1933, 1934, 1935, 1936, 1937, 1940, 1949, 1950, 1980, 1981, 1982, 1983 és 1985
- Horvát bajnokság – Prva HVL
  - Bajnok (10 alkalommal): 2000, 2001, 2004, 2005, 2006, 2007, 2009, 2010, 2011 és 2012
- Jugoszláv Kupa – Jugoslavenski vaterpolski kup
  - Győztes (2 alkalommal): 1981, 1983
- Horvát Kupa – Kup Hrvatske u vaterpolu
  - Győztes (10 alkalommal): 1994, 1996, 2000, 2002, 2003, 2004, 2006, 2007, 2008 és 2009

### Nemzetközi
- Bajnokok Ligája[1]
  - Győztes (4 alkalommal): 1980, 2001 és 2006, 2016
  - Ezüstérmes (2 alkalommal):  2007 és 2008
- LEN-kupa[2]
  - Győztes (1 alkalommal):  2000
- LEN-szuperkupa
  - Győztes (1 alkalommal): 2006
  - Ezüstérmes (1 alkalommal): 1981

## A klub magyar játékosai
- Molnár Tamás